# Apuí
Apuí è un comune del Brasile nello Stato dell'Amazonas, parte della mesoregione di Sul Amazonense e della microregione di Madeira.